# La joya del Pacífico
«La joya del Pacífico» es un popular vals compuesto en 1941 por los chilenos Víctor Acosta y Lázaro Salgado. El nombre de la canción hace referencia al puerto de Valparaíso (Chile), ubicado en la costa sur del océano Pacífico, y se ha convertido en una expresión antonomásica para referirse a esta ciudad. Fue grabada en 1966 por el cantante porteño Jorge Farías, quien posteriormente la popularizó por todos los cerros de Valparaíso, de ahí su apelativo de «el Ruiseñor de los Cerros Porteños». Dicha versión se convirtió en la más famosa de Valparaíso, pasando a ser todo un ícono de la ciudad portuaria. La canción ha sido versionada muchas veces por otros artistas. 

## Historia

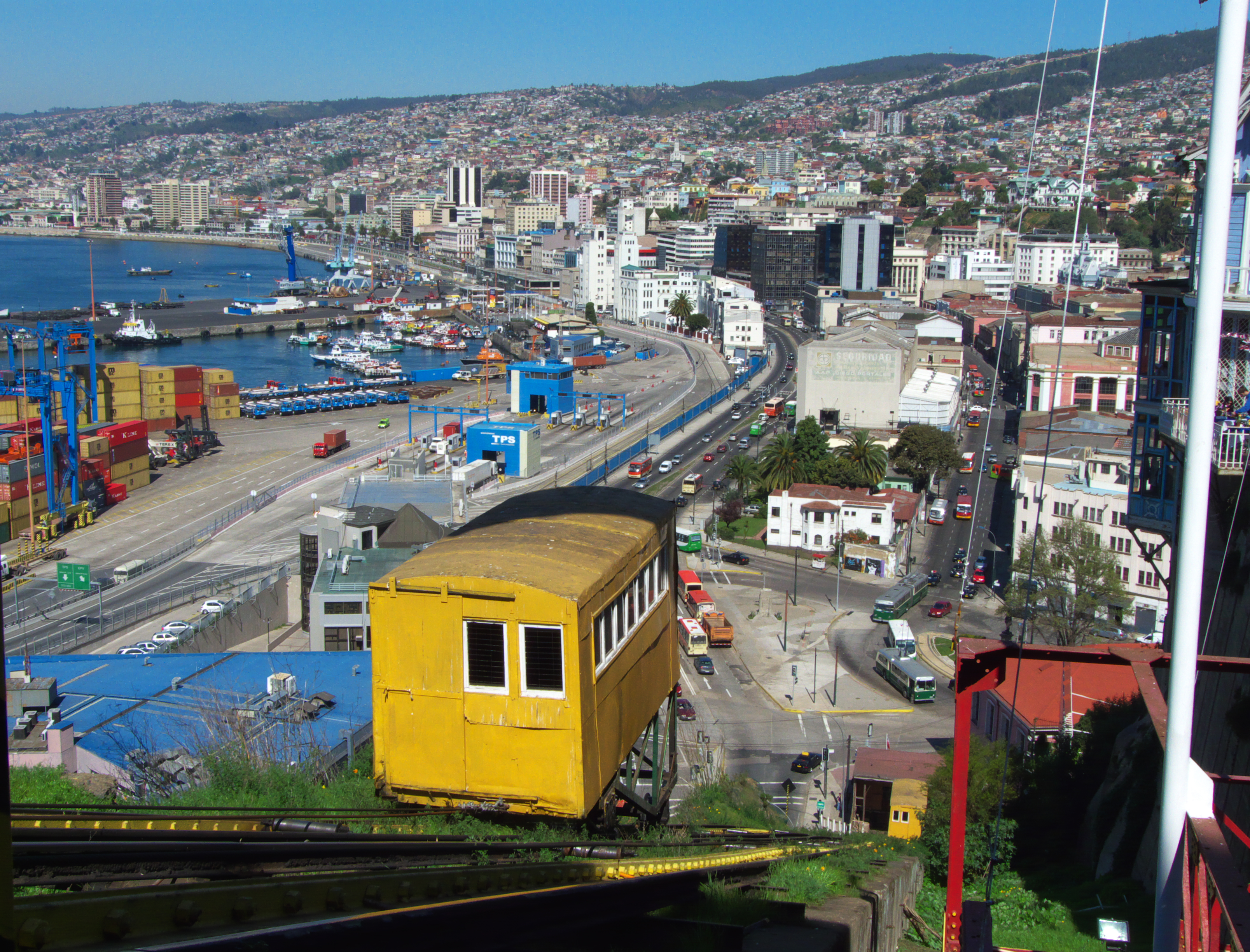
Valparaíso (Chile), ciudad que inspira la canción

La autoría de la canción ha sido atribuida a Víctor Acosta (1905-1966), quien la habría creado en las cercanías del Hipódromo Chile, en Santiago, hacia 1941. Sin embargo, según algunas investigaciones históricas —particularmente del decimista peruano César Huapaya— habría sido realizada en coautoría con el folclorista Lázaro Salgado (1902-1987).
La canción fue adaptada por cantantes peruanos como Carlos Reyes Orué, en 1949, y Eduardo «Zambo» Salas, en 1960. Este último la grabó bajo el sello Philips, siendo la interpretación más antigua de «La joya del Pacífico» hasta ahora registrada. Otro peruano, el bolerista Lucho Barrios, hizo popular la canción en 1970, en su LP Gracias Chile, convirtiéndose en su versión más famosa. Barrios falleció en 2010, oportunidad en que autoridades de la ciudad de Valparaíso asistieron a su funeral, y lo nombraron primer «Embajador Póstumo» del puerto chileno.
Como se nombró anteriormente, artistas chilenos también han hecho versiones de la canción; la más conocida es la del porteño Jorge Farías, quien grabó la canción para el sello Philips en 1966, versión que se usó en la clásica película Valparaíso, mi amor (1969) de Aldo Francia. Joe Vasconcellos grabó el tema para la telenovela Cerro Alegre (1999), ambientada en dicho cerro de Valparaíso, y también apareció como bonus track en su disco Vivo (1999).

## Letra
La letra de la canción hace referencia a varios lugares de Valparaíso —los cerros Playa Ancha, Los Placeres, Barón, Cordillera y Alegre; la Plaza de La Victoria, la Avenida Pedro Montt y la playa Las Torpederas— y, finalmente, a la vecina comuna de Viña del Mar. "Una corriente de letras sobre Valparaíso incluye el "paseo" o nombres de cerros en el estribillo, como "Por los cerros de Valparaíso", "Valparaíso Eterno" o "En ti".

## Versiones
Además de la grabación original de 1941 de Víctor Acosta, se han realizado las siguientes versiones en estudio:
- Víctor Acosta (1942)[1]
- Eduardo Zambo Salas (1960)[1]
- Jorge Farías (1966)[1]
- Lucho Barrios (1970)[7]
- Joe Vasconcellos (1999)[8]
- Palmenia Pizarro (2006)
- Pablo Ilabaca
- Douglas